# Kisumu
Kisumu is in grootte de derde stad van Kenia, na Nairobi en Mombassa, met naar schatting 400.000 inwoners (322.000 in de volkstelling van 1999). Het is een havenstad aan de noordkust van het Victoriameer en de hoofdstad van de provincie Nyanza. Het ligt in het gelijknamige district Kisumu. De stad vormt het centrum van het gebied van de Luo.
Kisumu werd gesticht in 1901, ten tijde van de Britse kolonisatie, onder de naam Port Florence, als eindpunt van de Oegandaspoorweg die Mombassa met het binnenland verbond. Goederen die bestemd waren voor Oeganda werden per trein van de kust naar Port Florence gezonden en van daar af per schip verder vervoerd. Met de komst van een directe spoorverbinding naar Oeganda nam het belang van de stad af, maar Kisumu is nog altijd een regionaal handelscentrum, waar lokale producten als suiker, vis en katoen verhandeld worden.

## Bezienswaardigheden
- Kisumu museum, toont natuur en cultuur van de regio
- Impalareservaat Kisumu, klein natuurreservaat met een kudde impala's
- Luchthaven Kisumu

## Religie
Kisumu is sinds 1990 de zetel van het rooms-katholieke Aartsbisdom Kisumu.

## Geboren
- Joyce Aluoch (1947), jurist en rechter
- Mugabe Were[bron?] (1968-2008), politicus